# Słochy Annopolskie (gromada)
Słochy Annopolskie – dawna gromada, czyli najmniejsza jednostka podziału terytorialnego Polskiej Rzeczypospolitej Ludowej w latach 1954–1972.
Gromady, z gromadzkimi radami narodowymi (GRN) jako organami władzy najniższego stopnia na wsi, funkcjonowały od reformy reorganizującej administrację wiejską przeprowadzonej jesienią 1954 do momentu ich zniesienia z dniem 1 stycznia 1973, tym samym wypierając organizację gminną w latach 1954–1972.
Gromadę Słochy Annopolskie z siedzibą GRN w Słochach Annopolskich utworzono – jako jedną z 8759 gromad – w powiecie siemiatyckim w woj. białostockim, na mocy uchwały nr 21/V WRN w Białymstoku z dnia 4 października 1954. W skład jednostki weszły obszary dotychczasowych gromad Słochy Annopolskie, Ogrodniki i Wólka Nadbużna ze zniesionej gminy Krupice oraz obszary dotychczasowych gromad Turna Duża i Turna Mała ze zniesionej gminy Boratyniec Ruski w tymże powiecie. Dla gromady ustalono 14 członków gromadzkiej rady narodowej.
31 grudnia 1959 gromadę Słochy Annopolskie zniesiono, włączając jej obszar do gromad Boratyniec Ruski (wsie Turna Duża, Turna Mała i Wólka Nadbużna oraz kolonię Turenka) i Krupice (wsie Słochy Annopolskie i Ogrodniki oraz kolonię Czerwony Bór).